# Grški križ
Tloris enakokrakega grškega križa (križ v kvadratu) ali križnokupolna cerkev je bil prevladujoča arhitekturna oblika bizantinskih cerkva srednjega in poznega obdobja. Značilnost take stavbe je shema križnokupolne cerkve, to je središčne stavbe s kupolo na osrednjim kvadratom enakokrakega (grškega) križa.
Prve take cerkve so bile verjetno zgrajene v poznem 8. stoletju, oblika pa je ostala v uporabi po vsem pravoslavnem svetu vse do danes. Na zahodu je bila prva zasnova Donata Bramanteja (1506) za baziliko sv. Petra načrtovana v obliki grškega križa s kupolo in štirimi pomožnimi kupolami.
V nemščini se taka oblika cerkve imenuje Kreuzkuppelkirche, v angleščini cross-in-square ali crossed-dome, v francoščini pa église à croix inscrite.

## Arhitektura

### Arhitekturne oblike
Cerkev v obliki grškega križa je osredotočena okoli kvadratnega naosa, ki je s štirimi stebri ali slopi razdeljen na devet polj. Notranjih pet delov tvori obliko kvinkus (quincunx (križ). Osrednje polje je običajno večje od ostalih osmih in ga krona kupola, ki leži na stebrih. Štiri pravokotna polja, ki neposredno mejijo na to osrednje polje, so po navadi pokriti z banjastimi oboki; to so kraki 'križa', ki je vrisan v 'kvadrat' naosa. Štiri preostala polja v kotu so po navadi križno obokana. Prostorska hierarhija treh vrst polj, od največjega osrednjega do najmanjših vogalnih, se zrcali v višini stavbe; osrednje polje s kupolo je višje od krakov, ki so po višini višji od vogalov .
Zahodno od naosa stoji narteks ali preddverje (vhodna dvorana), ki jo običajno oblikujejo dodatki treh polj do najbolj zahodnih polj naosa. Na vzhodu stoji bema ali svetišče, ki ga od naosa pogosto ločuje templon ali v kasnejših cerkvah ikonostas. Svetišče običajno tvorijo tri dodatna polja, ki mejijo na najbolj vzhodne dele naosa, od katerih se vsak konča z apsido, ki jo krona školjka (pol kupola). Osrednja apsida je večja od tiste na severu in jugu. Izraz bema je včasih rezerviran za osrednje območje, medtem ko je severni prizidek znan kot proteza (prothesis), južni pa kot diakonikon (zakristija) . Drugi liturgični prostori so še: oltar, ambon, katedra, subselije, kantar (vodnjak v atriju), krstilnica, katehumenej (prostor povezan s krstilnico), itd.
Čeprav je dokazov za bizantinsko domačo arhitekturo malo, se zdi, da je bila osrednja enota kvadratne cerkve v obliki križa (devet polj, razdeljenih s štirimi stebri) uporabljena tudi za gradnjo dvoran znotraj stanovanjskih struktur .

### Liturgična uporaba
Arhitekturna artikulacija različnih prostorov cerkve v obliki grškega križa ustreza njihovim značilnostim pri praznovanju bogoslužja. Narteks služi kot vhodna dvorana, a tudi za posebne liturgične funkcije, kot je krst in kot častno mesto pokopa (pogosto, kot v primeru Martorana v Palermu, za ustanovitelje cerkve). Naos je prostor, kjer stoji kngregacija med službovanjem. Svetišče je rezervirano za duhovnike. Oltar stoji v osrednjem polju ali bemi, ki je včasih opremljen s synthrononom ali klopjo, kjer lahko duhovščina sedi. Proteza se uporablja za pripravo evharistije, diakonikon pa hrani liturgična oblačila in besedila, ki se uporabljajo pri izvajanju bogoslužja.

### Pogoste različice
Zgoraj opisana arhitekturna oblika in liturgična funkcija ustrezata 'klasičnemu' tipu cerkve v obliki grškega križa, ki jo predstavljajo številni pomembni spomeniki (na primer cerkev Mirelaion – danes mošeja Bodrum -  v Carigradu). Vendar pa ta klasična vrsta predstavlja le eno od številnih možnih različic oblike..
Zlasti v poznejši bizantinski arhitekturi bi se lahko jedro tlorisa grškega križa povečalo z dodajanjem obrobnih struktur. Primer je cerkev Hora v Carigradu. Prvotni križni kvadrat iz 11. stoletja je bil razširjen v 14. stoletju z dodatkom drugega narteksa na zahodu (eksonarteks ali zunanji narteks) in stransko kapelo (parekklesion) na jugu, ki se uporablja za pokopavanja. Končni tlorisi mnogih drugih bizantinskih cerkva so bili posledica podobnega diahronega zaporedja dodatkov osrednjemu jedru; na primer Kalenderhane Camii, Carigrad , Çanlı Kilise v Kapadokiji  in Martorana v Palermu . Posebej pogosta pomožna zgradba je bila zvonik.
Po drugi strani je obstajala radikalno skrajšana, 'kompaktna' oblika, zgrajena brez narteksa in s tremi apsidami, ki mejijo neposredno na najbolj vzhodna polja naosa. Ta tloris je bil še posebej pogost v provincah, na primer v južni Italiji (primer Cattolica v Stilu, S. Marco v Rossanu in S. Pietro v Otrantu) , na Siciliji in v Kapadokiji. V tej vrsti cerkve je bil templon pogosto postavljena vzdolž osi obeh vzhodnih stebrov in je tako zajemal tri najbolj vzhodna polja znotraj svetišča.
Posebej pomembna različica je tako imenovan athonite ali 'samostanski' tloris, v katerem so se pravokotna polja na severu in jugu naosa odpirala tudi na polkrožne apside, ki cerkvi dajejo cerkev videz trikotnika. Ta tloris, ki je pogosto značilen za samostanske cerkve, se je na Atosu razvil v 11. stoletju; stranske apside so dale prostor za izvedbo antifonalnega liturgičnega petja dveh samostanskih zborov. Pomemben primer te vrste zunaj Atosa je cerkev iz 14. stoletja, znana kot Profitis Elias v Solunu.

## Okras
Notranja dekoracija cerkve v obliki grškega križa, ki je po navadi izvedena v mozaiku, včasih pa tudi kot freska, se je razvijala v tesni povezavi z njeno arhitekturo. Zaznati je mogoče klasični sistem dekoracije, ki ga predstavljajo zlasti velike samostanske cerkve 11. stoletja (na primer samostan Dafni zunaj Aten in Hosios Lukas v Boeociji). Ta sistem je bil opredeljen v klasični študiji, ki jo je v 1940-ih objavil Otto Demus .
Mozaični okras cerkve je mogoče razdeliti na tri cone, ki jih arhitekturna artikulacija določa v notranjosti: zgornjo cono, ki obsega kupole, visoke oboke in školjko apside; srednji pas, vključno s trompami, pendantivi in zgornjimi deli obokov; in najnižja cona, sestavljena iz spodnjih ali sekundarnih obokov in spodnjih delov sten. Tristranska delitev ima kozmografski pomen: zgornja cona ustreza nebu, srednja cona raju ali Sveti deželi, spodnja cona pa zemeljski svet.
V zgornjem pasu so predstavljene samo najsvetejše figure krščanstva (npr. Kristus, Devica in angeli) ali prizori, ki so neposredno povezani z nebom. Na primer, mozaiki osrednje kupole skoraj vedno predstavljajo enega od treh prizorov: Vnebovzetje, binkošti ali Kristus Pantokrator . V srednjem pasu prevladujejo pripovedni prizori, ki predstavljajo velike krščanske praznike (Jezusovo rojstvo, Predstavitev v templju, itd.) . Najnižjo cono zaseda zbor svetnikov, večinoma celopostavnih figur, ki po Demusovih besedah delijo prostor s kongregacijo .
V klasičnem sistemu so bili mozaiki sestavljeni tako, da jih je mogoče gledati z zahoda cerkve; torej so bili usmerjeni v laičnega gledalca. V skladu s to vidno črto so bili ukrivljeni prostori obokov uporabljeni za ustvarjanje iluzije prostora, če jih gledamo iz predvidenega zornega kota. Dekoracija cerkve je bila torej v celoti povezana z njeno arhitekturo: »Bizantinska cerkev je sama slikovni prostor ikon. Je idealen ikonostas; je sama kot celota ikona, dajanje realnosti pojmovanju božanskega svetovnega reda«. 

## Izvor in razvoj
Za cerkev v obliki grškega križa lahko rečemo, da predstavlja svojevrsten umetniški razvoj srednje bizantinskega obdobja. Zgodnje bizantinske cerkve so bile pretežno bazilikalne ali centralno načrtovane (npr. križna štiriapsidna cerkev (tetrakonh), oktagon). Z vprašanjem o izvoru križne kvadratne oblike se zato ukvarjajo umetnostni zgodovinarji že od druge polovice 19. stoletja, čeprav noben zapis ni dobil soglasne privolitve znanstvene skupnosti.
Najvplivnejši sklopi zgodnejših raziskav poskušajo pridobiti križno kvadratno cerkev bodisi iz zgodnjekrščanske bazilike (stališče, ki ga je prvotno zavzemal Oskar Wulff, za njim pa so sodelovali številni znanstveniki, med njimi Alexander van Millingen in Charles Diehl) ali iz križarskih cerkva pozne antike (teorija, ki jo je najprej izpopolnil Josef Strzygowski, kasneje pa na različne načine Gabriel Millet in André Grabar, med drugimi) . Po bazilikalni teoriji sta bili ključni posredniški zgradbi tako imenovani 'križnokupolni' cerkvi iz 7. in 8. stoletja (npr. Hagija Sofija v Solunu in cerkev Koimesis v Nikeji) , po poznejši teoriji pa so bili vogali križarskih cerkva preprosto 'zapolnjeni' (na primer v Hosios David v Solunu).
Ko se je disciplina umetnostne zgodovine oddaljila od evolucijskega pristopa, se je vprašanje izvora cerkve v obliki grškega križa nekoliko umikalo, pozornost pa se je usmerila v datiranje prvih v celoti razvitih vrst. V tem pogledu so pomembne danes znane cerkve, kot Fatih Camii v Trilyeju, Bitinija (datirana v zgodnje 9. stoletje) in tako imenovana "Cerkev H" v Side (verjetno pred 800). Domneva se, da se je ta tip razvil v samostanskem kontekstu v Bitiniji v poznem 8. in začetku 9. stoletja ;  na primer cerkev, zgrajena v samostanu Sakudion v 780-ih, ki sta jo zgradila Teodore Studit in njegov stric Platon, čeprav se zdi, da je znano samo iz literature, da je bila križno kvadratna.
Vpliv Nea Ekklesia (Nova cerkev) v  Veliki palači v Konstantinoplu, zgrajeni okoli leta 880, je bil pogosto opisan kot ključnega pomena za prevlado tlorisa križnega kvadrata v srednjeveškem obdobju ; vendar stavba ni ohranjena, njena dejanska oblika je precej sporna in nikakor ni gotovo, da je šlo za resnično križni kvadrat. Ne glede na razloge je ta tip prevladoval v cerkveni zgradbi do poznega 9. stoletja [29], deloma zato, ker je njegov razmeroma majhen obseg ustrezal bistveno 'zasebni' naravi bizantinske pobožnosti. Dosežke poznejše bizantinske arhitekture so opisali kot »izdelava vrste cerkve, ki je bila po svoje popolna«. Skoraj univerzalno sprejetje tlorisa križa v kvadratu v bizantinskem svetu vendar ne pomeni zastoja umetniške ustvarjalnosti, kot kažejo številne različice glede na vrsto. Zdi se, da te različice ne predstavljajo toliko linearnega razvoja oblik, kot vrste občutljivih odzivov na različne lokalne dejavnike.
Že v srednjem veku se je križni tloris razširil daleč čez politične meje Bizantinskega cesarstva. Vrsta je bila sprejeta in razvita v Kijevski Rusiji in v različnih neodvisnih kraljestvih severnega Balkana (na primer v Srbskem cesarstvu ).
Cerkev v obliki grškega križa je presegla tudi politični zlom Bizantinskega cesarstva, saj je še naprej služila kot model za gradnjo cerkva tako v Rusiji kot na osmanskem (post-bizantinskem) Balkanu in v Mali Aziji. Na Balkanu je tloris ostal običajen do okoli leta 1700, zlasti različica »Atonite«, znak pomena samostanskega pokroviteljstva v tem obdobju . Vzdrževanje te arhitekturne tradicije in njen odpor do turških in zahodnih vplivov je bilo videti kot sredstvo za ohranjanje edinstvene identitete pravoslavne cerkve. Od 18. stoletja so za gradnjo cerkev v Osmanskem cesarstvu uporabljali več različnih arhitekturnih oblik, vključno z oživljanjem zgodnjekrščanskih vrst (kot je bazilika) . Čeprav se je ne-bizantinska arhitektura 19. in 20. stoletja nagibala k eklektičnemu naboru zgodovinskih referenc, je tloris križnega kvadrata igral pomembno vlogo pri oblikovanju 'nacionalnih stilov' v novih, osmanskih državah (na primer v srbskih cerkvah poznega 19. stoletja ).